# Wyns
Pour les articles homonymes, voir Wyns (homonymie).
Wyns est un village situé dans la commune néerlandaise de Tytsjerksteradiel, dans la province de la Frise. Son nom en néerlandais est Wijns. Le 1er janvier 2009, le village comptait 1 830 habitants.